# کاترین هپبورن
کاترین هوتن هپبورن (انگلیسی: Katharine Houghton Hepburn؛ ۱۲ مهٔ ۱۹۰۷ – ۲۹ ژوئن ۲۰۰۳) بازیگر آمریکایی بود. او بیش از ۶۰ سال به‌صورت حرفه‌ای در زمینهٔ بازیگری فعالیت داشت و در طول این مدت، بانوی اول هالیوود بود. هپبورن برای روحیه‌ای همراه با استقلال سرسختانه و شخصیت پرشور و شوقی که داشت، معروف بود. او شخصیتی سینمایی از خود پرورش داد که با تصویر عمومی خود مطابق بود و مرتباً نقش زنان بااراده و پیچیده را ایفا می‌کرد. آثارش طیفی از ژانرها، از کمدی اسکروبال گرفته تا درام ادبی را در بر می‌گرفت و برایش افتخارات گوناگونی از جمله چهار جایزهٔ اسکار در رشتهٔ بهترین بازیگر زن کسب کرد—بیش از هر بازیگری. انستیتوی فیلم آمریکایی در سال ۱۹۹۹ از هپبورن به‌عنوان بزرگ‌ترین ستارهٔ زن در سینمای کلاسیک هالیوود یاد کرد.
فعالیت بازیگری هپبورن هنگام تحصیل در کالج برین مار آغاز شد. نقدهای مثبت برای فعالیت در برادوی باعث شد مورد توجه هالیوود قرار بگیرد. سال‌های اولیهٔ حضور او در سینما و کسب جایزهٔ اسکار بهترین بازیگر زن برای شکوه صبح (۱۹۳۳)، برایش شهرت بین‌المللی را در پی داشت. این روند با مجموعه‌ای از شکست‌های تجاری تداوم یافت که در کمدی تحسین‌شدهٔ پرورش بیبی (۱۹۳۸) به اوج خود رسیده بود. او برنامهٔ بازگشتی را برای خودش طرح کرد و در ادامه قراردادی را با آر.ک. ئو ردیو پیکچرز خرید و امتیاز انتشار سینمایی نمایش‌نامهٔ داستان فیلادلفیا را کسب کرد. مدتی بعد این امتیاز را به شرط آنکه یک ستاره باشد فروخت. او برای فیلم کمدی داستان فیلادلفیا (۱۹۴۰) برای سومین بار نامزد دریافت جایزهٔ اسکار شد. هپبورن در دههٔ ۱۹۴۰ با مترو گلدوین مایر قرارداد بست. حرفه‌اش در آن‌جا بر رابطه‌اش با اسپنسر تریسی متمرکز بود. این رابطه به‌مدت ۲۶ سال و با ساخت ۹ فیلم به طول انجامید.
هپبورن در نیمهٔ دوم زندگی خودش را به چالش کشید. او به بازی در نمایش‌های تئاتر ویلیام شکسپیر و طیفی از نقش‌های ادبی پرداخت و در آن زمان جایگاهی را یافت که در آن نقش پیردختران میانسال را ایفا می‌کرد؛ مانند ملکه آفریقایی (۱۹۵۱) که با این نقش مورد پذیرش عموم مردم قرار گرفت. هپبورن سه جایزهٔ اسکار دیگر برای نقش‌آفرینی‌هایش در حدس بزن چه‌کسی برای شام می‌آید (۱۹۶۷)، شیر در زمستان (۱۹۶۸) و کنار برکه طلایی (۱۹۸۱) کسب کرد. او در دههٔ ۱۹۷۰ شروع به حضور در فیلم‌های تلویزیونی کرد که بعدها به کانون حرفهٔ او تبدیل شد. آخرین حضور او بر روی پردهٔ سینما در ۸۷ سالگی بود. در پی گذراندن دوره‌ای از بیماری و عدم فعالیت، هپبورن در سال ۲۰۰۳ و در ۹۶ سالگی درگذشت.
هپبورن به‌طور آشکار از استفاده‌شدن خود برای ماشین تبلیغاتی هالیوود اجتناب می‌کرد و از انتظاراتی که مردم از سبک زنان در نظام اجتماعی داشتند، پیروی نمی‌کرد. او رک‌گو، قاطع و چابک بود و پیش از اینکه برای زنان مد روز شود، شلوار می‌پوشید. او در دوران جوانی مدت کوتاهی ازدواج کرد اما پس از آن به‌صورت مستقل زندگی می‌کرد. هپبورن با سبک زندگی نامتعارفش و شخصیت‌های مستقلی که به روی پردهٔ سینما آورد، مظهر «زن مدرن» در قرن بیستم ایالات متحده بود و از او به عنوان یک چهرهٔ فرهنگی بانفوذ یاد می‌شود.

## اوایل زندگی و تحصیلات

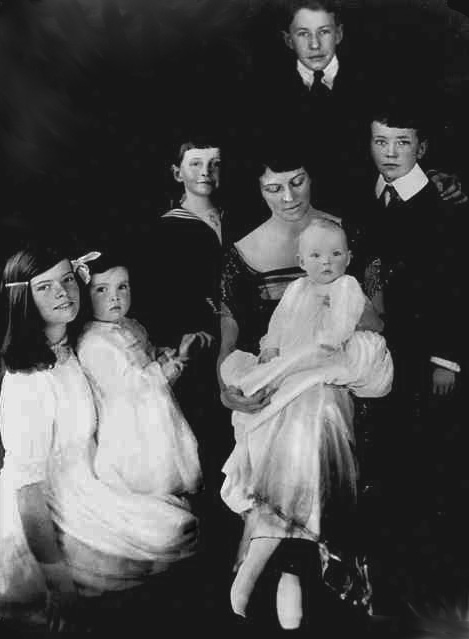
از چپ به راست: کاترین، ماریون، رابرت، تامس و ریچارد. مادرش با مارگارت در وسط نشسته‌است. ۱۹۲۱

کاترین هوتن هپبورن ۱۲ مهٔ ۱۹۰۷ در هارتفورد، کنتیکت به دنیا آمد. او دومین فرزند از شش فرزند خانواده بود. پدرش، تامس نوروال هپبورن (۱۸۷۹–۱۹۶۲) متخصص مجاری ادراری در بیمارستان هارتفورد، و مادرش، کاترین مارتا هوتن هپبورن (۱۸۷۸–۱۹۵۱) فعالِ فمینیست بود. پدر و مادر او برای تغییر اجتماعی در ایالات متحده تلاش بسیار کردند: تامس هپبورن در تأسیس انجمن بهداشت اجتماعی نیوانگلند که به مردم در خصوص بیماری‌های آمیزشی آموزش می‌داد نقش داشت. مادر او ریاست انجمن حق رأی زنان کنتیکت را بر عهده داشت و بعداً به‌همراه مارگارت سنگر در کارزار کنترل بارداری شرکت کرد. هپبورن در کودکی به‌همراه مادرش در چند تظاهراتِ حق رأی زنان حضور داشت. فرزندان هپبورن به گونه‌ای تربیت شدند که آزادی بیان داشته باشند و تشویق شدند تا دربارهٔ هر موضوعی که می‌خواهند فکر و بحث کنند. والدین او به‌دلیل دیدگاه مدرنی که داشتند، از سوی جامعه مورد انتقاد قرار گرفتند؛ این موضوع هپبورن را به مبارزه با موانعی که آن‌ها با آن مواجه می‌شد تحریک کرد. هپبورن گفت از دوران جوانی فهمید که محصول «دو پدر و مادر بسیار استثنایی» است و تربیت «به‌شدت خوش‌اقبال» خود را دلیل فراهم‌شدن پایه و اساس موفقیتش دانست. او در طول دوران زندگی رابطه‌ای صمیمی با خانواده‌اش داشت.
هپبورنِ جوان، تام‌بویی بود که دوست داشت خود را جیمی صدا بزند و موهایش را کوتاه کرد. تامس هپبورن مشتاق بود که فرزندانش از ذهن و بدن خود تا حد امکان استفاده کنند و به آن‌ها شنا، دویدن، شیرجه رفتن، سوارکاری، کشتی و گلف و تنیس را آموزش داد. هپبورن به گلف علاقه نشان داد؛ او دروس روزانه را آموزش دید و بسیار ماهر شد و به نیمه‌نهایی مسابقات قهرمانی گلف زنان جوان کنتیکت رسید. او مشتاق شنا در لانگ آیلند سوند بود و هر روز صبح حمام بسیار سرد می‌گرفت با این باور که «هرچه که دارو تلخ‌تر باشد، برای شما بهتر است». هپبورن از سنین جوانی طرفدار سینما بود و هر شنبه شب فیلم می‌دید. او به ازای ۵۰ سنت بلیت به‌منظور جمع‌آوری پول برای مردم ناواهو، به‌همراه دوستان و خواهران و برادرانش برای همسایه‌ها نمایش‌هایی اجرا می‌کرد.

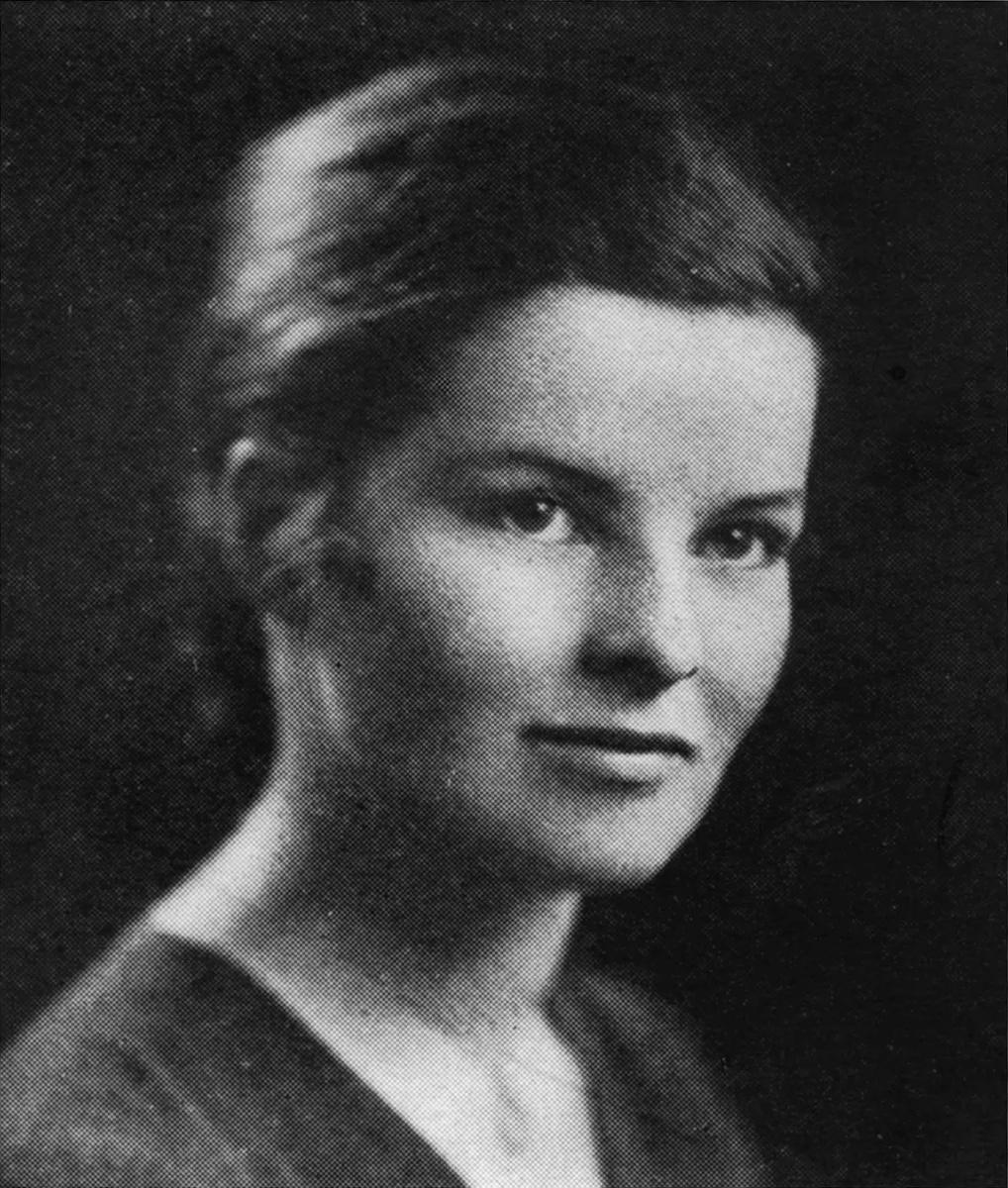
تصویر سال‌نامهٔ هپبورن، ۱۹۲۸، کالج برین ماور

در مارس ۱۹۲۱، هپبورن ۱۳ ساله و برادر ۱۵ ساله‌اش تام در حال بازدید از نیویورک بودند. آن‌ها در تعطیلات عید پاک با یکی از دوستان مادرشان در گرینیچ ویلج ماندند. در ۳۰ مارس، هپبورن جسد برادر بزرگترش را کشف کرد که در اثر خودکشی مشهود مرده بود. او کراوات پرده را به تیری بسته بود و خود را حلق‌آویز کرد. خانوادهٔ هپبورن خودکشی را انکار کردند و معتقد بودند که مرگ تام باید آزمایشی بوده باشد که اشتباه پیش رفته‌است. این حادثه هپبورن نوجوان را عصبی، دمدمی‌مزاج و نسبت به مردم مشکوک کرد. او از دیگر کودکان دوری می‌کرد، مدرسهٔ آکسفورد را ترک کرد و به‌وسیلهٔ معلم خصوصی آموزش دید. او برای سال‌ها از تاریخ تولد تام (۸ نوامبر) به‌عنوان تاریخ تولد خود استفاده می‌کرد. سال ۱۹۹۱ بود که هپبورن در خودزندگی‌نامه‌اش تاریخ تولد واقعی خود را فاش کرد.
در سال ۱۹۲۴، هپبورن در کالج برین ماور پذیرفته شد. او در ابتدا حاضر شد برای خشنودی مادرش (که آن‌جا درس خوانده بود) در این مؤسسه حضور یابد، اما در نهایت حضور در آن را رضایت‌بخش دانست. این نخستین باری بود که برای چند سال به مدرسه می‌رفت. او معذب و از همکلاسی‌هایش ناراضی بود. او با توقعات تحصیلی دانشگاه دست و پنجه نرم کرد و یک بار به دلیل سیگار کشیدن تعلیق شد. هپبورن به بازیگری گرایش داشت، اما نقش‌های نمایش‌های دانشگاهی مشروط به نمرات خوب بود. هنگامی که نمرات او بهبود یافت، او شروع به اجرای منظم کرد. او در سال آخر تحصیل نقش اصلی نمایش زن در ماه را بازی کرد. نظرات مثبت راجع به بازیگری هپبورن باعث شد که او حرفهٔ سینمایی خود را دنبال کند. او در ژوئن ۱۹۲۸ در رشته تاریخ و فلسفه فارغ‌التحصیل شد.

## زندگی

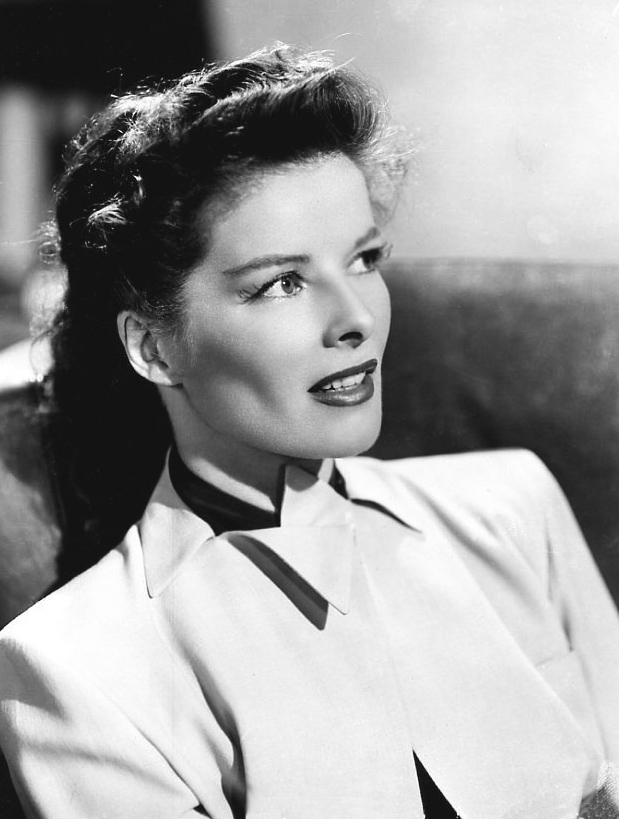
کاترین هپبورن در دهه ۴۰ میلادی

کاترین هپبورن به‌ویژه در دو دهه ۳۰ و ۴۰ میلادی، حرف نخست را در عرصه سینمای هالیوود می‌زد. هپبورن یکی از پرافتخارترین بازیگران سینمای جهان است. او ۴ جایزه اسکار را از آن خود کرد و ۸ بار دیگر نامزد دریافت این جایزه بود اما اعتقادی به جایزه نداشت. کاترین هپبورن یک نماد مُد است، اما اقدام او سبب تغییر باور مردم نسبت به زنانگی شد. یکی از اقدامات او این بود که پوشش زنان را به چالش کشید. هالیوود در بین سال‌های ۱۹۳۰ تا ۱۹۴۰ بیشتر زنان را با پیراهن و دامن نشان می‌داد، اما کاترین شلوار می‌پوشید. او همچنین به عنوان یک زن مستقل در حین بازی، خودش کنترل کار را به دست می‌گرفت، موضوعی که تا آن زمان معمول نبود.
او بارها با اسپنسر تریسی همبازی بود و سرانجام با او زندگی مشترکی آغاز کرد. این دو یکی از بهترین زوج‌های بازیگری تاریخ سینما را خلق کردند. او زمانی گفت: من زندگی بسیار خوبی دارم اما در مقایسه با زندگی پدر و مادرم من بسیار خسته‌کننده و کسالت‌آور هستم. کاترین هوتن نمایش‌نامه‌نویس آمریکایی خواهرزادهٔ وی می‌باشد.
تا دههٔ ۱۹۸۰، هپبورن به لرزش فاحشی مبتلا شد و سرش دائماً متزلزل بود. او به مدت دو سال کار نکرد و در مصاحبهٔ تلویزیونی گفت: «من دورانم را سپری کرده‌ام—اجازه دهید بچه‌ها دست و پا بزنند و به سختی تلاش کنند.» طی این مدت او نمایش برادوی کنار برکه طلایی را دید و تحت تأثیر نمایش آن از زوج متأهل مسن که با مشکلات دوران پیری کنار می‌آیند، قرار گرفت. جین فوندا حق نمایش بر روی پردهٔ آن را برای پدرش، هنری فوندا خریداری کرده بود و هپبورن به‌دنبال بازی در مقابلش در نقش اتل تایرِ غیرمعمول اما جذاب بود. کنار برکه طلایی با موفقیت همراه بود و دومین فیلم پرفروش ۱۹۸۱ شد. این فیلم نشان داد که هپبورن ۷۴ ساله چقدر پرانرژی بود؛ هنگامی که او با لباس تماماً پوشیده در دریاچه اسکوام شیرجه زد و اجرای خوانندگی پر جنب و جوشی به نمایش گذاشت. این نقش دومین جایزهٔ بفتا و چهارمین جایزهٔ اسکار را برای او به همراه داشت. هومر دیکنز در مورد هپبورن اشاره می‌کند که کسب جوایز به‌طور گسترده‌ای یک پیروزی احساساتی، یعنی «تجلیلی به حرفهٔ ماندگار او» دانسته می‌شد.

## درگذشت
هپبورن در ۲۹ ژوئن ۲۰۰۳ در خانه قدیمی خانواده خود درگذشت. در نیویورک به احترام او چراغ تئاترهای برادوی یک دقیقه خاموش شد و در سینماها پرده های تاریک با نام و هنر او روشنی گرفتند.

## فیلم‌شناسی
| سال  | عنوان                        | نقش                   |
| ---- | ---------------------------- | --------------------- |
| ۱۹۳۲ | A Bill of Divorcement        | سیدنی فرفیلد          |
| ۱۹۳۳ | Christopher Strong           | لیدی سینتیا دارینگتون |
| ۱۹۳۳ | شکوه صبح                     | ایوا لاولیس           |
| ۱۹۳۳ | زنان کوچک                    | ژوزفین "جو" مارس      |
| ۱۹۳۴ | اسپیت‌فایر                    | ترایگر هیکس           |
| ۱۹۳۴ | The Little Minister          | بابی                  |
| ۱۹۳۵ | Break of Hearts              | کنستانس دین           |
| ۱۹۳۵ | آلیس آدامز                   | آلیس آدامز            |
| ۱۹۳۵ | Sylvia Scarlett              | سیلویا اسکارلت        |
| ۱۹۳۶ | ماری ملکه اسکاتلند           | ماری، ملکه اسکاتلند   |
| ۱۹۳۶ | A Woman Rebels               | پاملا اینلوایت        |
| ۱۹۳۷ | Quality Street               | فیبی تروسل            |
| ۱۹۳۷ | در صحنه                      | تری رندال             |
| ۱۹۳۸ | پرورش بیبی                   | سوزان ونس             |
| ۱۹۳۸ | عید                          | لیندا ستون            |
| ۱۹۴۰ | داستان فیلادلفیا             | تریسی لرد             |
| ۱۹۴۲ | زن سال                       | تس هاردینگ            |
| ۱۹۴۲ | Keeper of the Flame          | کریستین فارست         |
| ۱۹۴۳ | Stage Door Canteen           | کاترین هپبورن         |
| ۱۹۴۴ | Dragon Seed                  | جید                   |
| ۱۹۴۵ | Without Love                 | جیمی روآن             |
| ۱۹۴۶ | Undercurrent                 | آن همیلتون            |
| ۱۹۴۷ | The Sea of Grass             | لوتی کامرون           |
| ۱۹۴۷ | ترانه عشق                    | کلارا شومان           |
| ۱۹۴۸ | وضعیت کشور                   | مری متیوز             |
| ۱۹۴۹ | دنده آدام                    | آماندا بونر           |
| ۱۹۵۱ | ملکه آفریقایی                | رز سایر               |
| ۱۹۵۲ | پت و مایک                    | پاتریشیا "پت" پمبرتون |
| ۱۹۵۵ | فصل تابستان                  | جین هادسون            |
| ۱۹۵۶ | باران‌ساز                     | لیزی کاری             |
| ۱۹۵۶ | The Iron Petticoat           | وینکا کوولنکو         |
| ۱۹۵۷ | میز                          | بانی واتسون           |
| ۱۹۵۹ | ناگهان تابستان گذشته         | ویولت ونیابل          |
| ۱۹۶۲ | سفر دراز روز در شب           | مری تایرون            |
| ۱۹۶۷ | حدس بزن چه‌کسی برای شام می‌آید | کریستینا درایتون      |
| ۱۹۶۸ | شیر در زمستان                | الینور، دوشس آکیتن    |
| ۱۹۶۹ | The Madwoman of Chaillot     | اورلیا، دیوانه شالو   |
| ۱۹۷۱ | زنان تروآ                    | هکابه                 |
| ۱۹۷۳ | A Delicate Balance           | اگنس                  |
| ۱۹۷۵ | روستر کاگبرن                 | ایولا گودنایت         |
| ۱۹۷۸ | Olly Olly Oxen Free          | خانم پود              |
| ۱۹۸۱ | کنار برکه طلایی              | اتل تایر              |
| ۱۹۸۵ | Grace Quigley                | گریس کویگلی           |
| ۱۹۹۴ | رابطه عاشقانه                | جینی                  |

## جوایز و افتخارات
هپبورن توسط آکادمی علوم و هنرهای سینما برای اجراهای زیر شناخته شد:
- ششمین دوره جوایز اسکار (۱۹۳۴): بهترین بازیگر زن، برنده, برای شکوه صبح
- هشتمین دوره جوایز اسکار (۱۹۳۶): بهترین بازیگر زن، نامزدی، برای آلیس آدامز
- سیزدهمین دوره جوایز اسکار (۱۹۴۱): بهترین بازیگر زن، نامزدی، برای داستان فیلادلفیا
- پانزدهمین دوره جوایز اسکار (۱۹۴۳): بهترین بازیگر زن، نامزدی، برای زن سال
- بیست و چهارمین دوره جوایز اسکار (۱۹۵۲): بهترین بازیگر زن، نامزدی، برای ملکه آفریقایی
- بیست و هشتمین دوره جوایز اسکار (۱۹۵۶): بهترین بازیگر زن، نامزدی، برای فصل تابستان
- بیست و نهمین دوره جوایز اسکار (۱۹۵۷): بهترین بازیگر زن، نامزدی، برای دلال بیمه
- سی و دومین دوره جوایز اسکار (۱۹۶۰): بهترین بازیگر زن، نامزدی، برای ناگهان تابستان گذشته
- سی و پنجمین دوره جوایز اسکار (۱۹۶۳): بهترین بازیگر زن، نامزدی، برای سفر دراز روز در شب
- چهلمین دوره جوایز اسکار (۱۹۶۸): بهترین بازیگر زن، برنده, برای حدس بزن چه‌کسی برای شام می‌آید
- چهل و یکمین دوره جوایز اسکار (۱۹۶۹): بهترین بازیگر زن، برنده, برای شیر در زمستان (مشترکاً به همراه باربارا استرایسند برای دختر شوخ)
- پنجاه و چهارمین دوره جوایز اسکار (۱۹۸۲): بهترین بازیگر زن، برنده, برای روی گلدن پاند